# 聖地亞哥區 (伊卡省)
14°11′08″S 75°42′53″W / 14.1856°S 75.7146°W
聖地亞哥區（西班牙語：Distrito de Santiago）是秘魯的一個區，位於該國中南部伊卡大區的伊卡省，始建於1870年10月31日，面積2,784平方公里，海拔高度374米，2005年人口21,427，人口密度每平方公里7.7人。